# Jevgenyij Vlagyimirovics Malkin
Jevgenyij Vlagyimirovics Malkin (oroszul: Евгений Владимирович Малкин; Magnyitogorszk, 1986. július 31. –) kétszeres világbajnok és háromszoros Stanley-kupa-győztes orosz jégkorongozó.

## Élete
Az orosz Jevgenyij Malkin az NHL egyik legnagyobb sztárja, a világ egyik legjobb jégkorongozója. A Pittsburgh Penguins csapatában játszik 2004 óta, amikor is a csapat első körben második helyen draftolta (igazolta), nála csak honfitársa Alekszandr Ovecskin volt kelendőbb, ő a Washington Capitals csapatához került.
Malkin pályafutása az NHL-ben irigylésre méltó, már első szezonjában 85 pontot szerzett (33 gól mellett 52 gólpassz). Egyike lett a legnépszerűbb játékosoknak, természetesen az All-Star gálákon is kihagyhatatlan volt. Második szezonja még jobbra sikerült, nem csak egyéni szempontból(106 pont, 47 gól, 59 gólpassz), hanem csapata szempontjából is, ugyanis a Pittsburgh Penguins Stanley-kupa döntőt játszhatott, ahol azonban alulmaradt a Detroit Red Wings-szel szemben. A 2008/2009-es szezon élete legjobb idénye lett, ugyanis 113 pontjával (35 gól, 78 gólpassz) Stanley-kupa győzelemhez segítette csapatát. Pikáns döntő volt, hiszen ismét a Detroittal csaptak össze a pingvinek, és a négy győzelemig tartó párharc során csak egyszer vezettek (1-0, 2-0, 2-1, 2-2, 3-2, 3-3, 3-4), akkor, amikor a legfontosabb volt vezetni, a hetedik meccs után.
Csapata 2009-ben beállította a legjobb idénykezdés rekordját, ebben Malkinnak óriási szerepe volt. Statisztikák szerint amikor ő pályán van, csapata 48 góllal többet szerez, mint amennyit kap, ez is mutatja, mennyire fontos játékos ő.